# For you (Sally Lane)
For you is een lied dat in 1973 op een single werd uitgebracht door de Nederlandse zangeres Sally Lane, de toenmalige artiestennaam van Toni Kowalczyk. Het is de debuutsingle van Kowalczyk, die twee later doorbrak met het nummer Mississippi als leadzangeres van Pussycat.
For you verscheen ook in België op een single en daar ook op het album Hits bij de vleet (1973). Ook maakte het jaren later deel uit van de verzamelbox The complete collection (2004) van Pussycat.
Het nummer is een cover van het Franstalige Pour toi van Frédéric François dat François schreef met Marino Atria. De Nederlandse vertaling kwam van Werner Theunissen, de gitaarleraar van Kowalczyk die later tientallen liedjes voor Pussycat schreef. Atria bleef ook geen onbekende; hij was de tekstdichter van een Belgisch winnend Songfestival-liedje, namelijk J'aime la vie (1986).